# KARATE KILL/カラテ・キル
『KARATE KILL/カラテ・キル』は2016年のアクション映画。監督はロサンゼルス在住の日本人映画監督・光武蔵人。

## 概要
2016年9月3日公開。ロサンゼルス在住の光武蔵人が監督し、スタッフも多くは日本人であるがほぼ全編をアメリカで撮影している。
プロデューサーの久保直樹がゆうばり映画祭で出会った『女体銃 ガン・ウーマン』監督の光武、琉球空手をベースにしたアクション俳優のハヤテと意気投合し企画がスタート。琉球空手の手（ティー）を主眼に置いたアクション映画はなかったため、目突きと関節蹴りと金的しかやらない空手で戦いを進めていけば面白いものになると判断したという。
ヒロイン役の紗倉まなの起用は「実は中国・韓国の人は（久保の前作である）『少女は異世界で戦った』の中身を観ないで買っていたんです。理由は紗倉まなが出ているから」。「だから彼女を出せばアジア圏では売れるだろうという狙いもあった」と理由を説明している。

## 登場人物
- ケンジ：ハヤテ[3]
- マユミ：紗倉まな[3]
- ケイコ：亜紗美
- バンデンスキー：カーク・ガイガー
- 店長：鎌田規昭
- シモーナ：カタリナ・リー・ウォーターズ
- ベニング：トム・ボス
- 日本人青年：北村昭博
- 剣豪：デヴィッド・サクライ（英語版）
- 先輩店員：加藤雅也
- 仁科貴
- 岡村洋一

## スタッフ
- 脚本・監督：光武蔵人
- エグゼクティブ・プロデューサー：久保直樹[4]
- プロデューサー：岡崎光洋、柳本千晶
- アクション監督：田渕景也
- 空手・パルクール監修：HAYATE
- 撮影：今井俊之
- 音楽：ディーン・ハラダ
- 編集：サム・K・ヤノ
- 製作：マメゾウピクチャーズ

## KARATE KILL映画祭出品履歴
- ブチョン国際ファンタスティック映画祭（ワールドプレミア上映）
- シッチェス・カタロニア国際映画祭（上映）
- フィラデルフィア・アンネームド映画祭（最優秀長編映画賞受賞）
- シャーロット映画祭（上映）
- STUFF MX Film Festival（上映）
- モンスター映画祭（上映）
- ランド国際ファンタスティック映画祭（上映）
- ブエノスアイレス・ロホサングレ映画祭（コンペディションノミネート）
- ナイトビジョン映画祭（上映）
- アベルトワール・ホラー映画祭（上映）
- ゆうばり国際ファンタスティック映画祭（上映）
- ロサンゼルス日本映画祭（監督賞受賞）
- ハンブルク日本映画祭（上映）
- JAPAN ACTION AWARD 2017 ベストアクション男優賞（ノミネート・ハヤテ）